# Tir à l'arc par équipes masculin aux Jeux olympiques d'été de 2016
Navigation
Londres 2012 Tokyo 2020
L'épreuve masculine par équipes de tir à l'arc des Jeux olympiques d'été de 2016 se tient au Sambadrome Marquês de Sapucaí à Rio de Janeiro, au Brésil, les 5 et 6 août 2016.

## Format de la compétition
Les équipes sont composées de trois archers. Les 12 meilleures équipes sont classées par rapport aux résultats obtenus par leurs athlètes lors du tour de qualification de l'épreuve individuelle (72 flèches au total). Ce classement détermine le tableau de la phase finale.
Les 4 meilleures équipes des qualifications sont têtes de série et sont exemptées du premier tour.
Chaque match se compose de quatre sets de 6 flèches, deux par archer. L'équipe avec le score le plus élevé sur l'ensemble - le total des six flèches - reçoit deux points pour la manche ; si les équipes sont à égalités, chacune reçoit un point sur la manche. La première équipe à cinq points gagne le match. Le vainqueur se qualifie pour le tour suivant tandis que l'équipe perdante est éliminée de la compétition.

## Programme
Les horaires sont ceux de Brasilia (UTC−3).
| Jour   | Date               | Début  | Fin     | Épreuve            | Phase                  |
| ------ | ------------------ | ------ | ------- | ------------------ | ---------------------- |
| Jour 1 | Samedi 6 août 2016 | 9 h 00 | 17 h 45 | Par équipes hommes | Éliminations/Médailles |

## Records
Avant cette compétition, les records mondiaux et olympiques sont les suivants.  Ils ont été réalisés lors des Jeux 2012 par l'équipe sud-coréenne.
- 216 flèches lors du tour de classement

| Date            | Archers                                             | Lieu    | Performance | Record |
| --------------- | --------------------------------------------------- | ------- | ----------- | ------ |
| 27 juillet 2012 | Corée du Sud Im Dong-Hyun, Kim Bub-Min, Oh Jin-Hyek | Londres | 2087        | WR     |
| 27 juillet 2012 | Corée du Sud Im Dong-Hyun, Kim Bub-Min, Oh Jin-Hyek | Londres | 2087        | OR     |

## Résultats

### Tour de classement
| Rang | Nation         | Archer                                                            | Score | 10s | Xs |
| ---- | -------------- | ----------------------------------------------------------------- | ----- | --- | -- |
| 1    | Corée du Sud   | Kim Woo-jin Ku Bon-chan Lee Seung-yun                             | 2057  | 73  | 50 |
| 2    | États-Unis     | Brady Ellison Zach Garrett Jake Kaminski                          | 2024  | 68  | 44 |
| 3    | Italie         | Marco Galiazzo Mauro Nespoli David Pasqualucci                    | 2007  | 71  | 23 |
| 4    | Australie      | Alec Potts Ryan Tyack Taylor Worth                                | 2005  | 64  | 41 |
| 5    | France         | Lucas Daniel Pierre Plihon Jean-Charles Valladont                 | 2003  | 61  | 23 |
| 6    | Chine          | Gu Xuesong Wang Dapeng Xing Yu                                    | 1997  | 62  | 30 |
| 7    | Taipei chinois | Kao Hao-wen Wei Chun-heng Yu Guan-lin                             | 1995  | 53  | 32 |
| 8    | Espagne        | Miguel Alvariño Antonio Fernández Juan Ignacio Rodríguez          | 1986  | 59  | 39 |
| 9    | Pays-Bas       | Sjef van den Berg Mitch Dielemans Rick van der Ven                | 1981  | 67  | 23 |
| 10   | Indonésie      | Riau Ega Agatha Hendra Purnama Muhammad Wijaya                    | 1962  | 48  | 23 |
| 11   | Brésil         | Marcus Vinicius D'Almeida Bernardo Oliveira Daniel Rezende Xavier | 1948  | 44  | 23 |
| 12   | Malaisie       | Haziq Kamaruddin Khairul Anuar Mohamad Muhammad Akmal Nor Hasrin  | 1945  | 43  | 32 |

### Tableau final
| 1er tour | 1er tour       | 1er tour | 1er tour | 1er tour | 1er tour | 1er tour |  |  | Quarts de finale | Quarts de finale | Quarts de finale | Quarts de finale | Quarts de finale | Quarts de finale | Quarts de finale |  |   | Demi-finales | Demi-finales | Demi-finales | Demi-finales | Demi-finales | Demi-finales | Demi-finales |  |                               | Finale                        | Finale                        | Finale                        | Finale                        | Finale                        | Finale                        | Finale |
|          |                |          |          |          |          |          |  |  |                  |                  |                  |                  |                  |                  |                  |  |   |              |              |              |              |              |              |              |  |                               |                               |                               |                               |                               |                               |                               |        |
|          |                |          |          |          |          |          |  |  |                  |                  |                  |                  |                  |                  |                  |  |   |              |              |              |              |              |              |              |  |                               |                               |                               |                               |                               |                               |                               |        |
|          |                |          |          |          |          |          |  |  | 1                | Corée du Sud     | 55               | 59               | 57               |                  | 6                |  |   |              |              |              |              |              |              |              |  |                               |                               |                               |                               |                               |                               |                               |        |
| 9        | Pays-Bas       | 57       | 57       | 52       |          | 5        |  |  | 9                | Pays-Bas         | 52               | 54               | 54               |                  | 0                |  |   |              |              |              |              |              |              |              |  |                               |                               |                               |                               |                               |                               |                               |        |
| 8        | Espagne        | 54       | 52       | 52       |          | 1        |  |  |                  |                  |                  |                  |                  |                  |                  |  |   | 1            | Corée du Sud | 59           | 59           | 56           |              | 6            |  |                               |                               |                               |                               |                               |                               |                               |        |
| 5        | France         | 53       | 55       | 55       | 57       | 6        |  |  |                  |                  |                  |                  |                  |                  |                  |  |   | 4            | Australie    | 57           | 58           | 54           |              | 0            |  |                               |                               |                               |                               |                               |                               |                               |        |
| 12       | Malaisie       | 55       | 53       | 53       | 53       | 2        |  |  | 5                | France           | 57               | 54               | 52               | 50               | 3                |  |   |              |              |              |              |              |              |              |  |                               |                               |                               |                               |                               |                               |                               |        |
|          |                |          |          |          |          |          |  |  | 4                | Australie        | 52               | 54               | 56               | 54               | 5                |  |   |              |              |              |              |              |              |              |  |                               |                               |                               |                               |                               |                               |                               |        |
|          |                |          |          |          |          |          |  |  |                  |                  |                  |                  |                  |                  |                  |  |   |              |              |              |              |              |              |              |  |                               | 1                             | Corée du Sud                  | 60                            | 58                            | 59                            |                               | 6      |
|          |                |          |          |          |          |          |  |  |                  |                  |                  |                  |                  |                  |                  |  |   |              |              |              |              |              |              |              |  |                               | 2                             | États-Unis                    | 57                            | 57                            | 56                            |                               | 0      |
|          |                |          |          |          |          |          |  |  | 3                | Italie           | 51               | 48               | 53               |                  | 0                |  |   |              |              |              |              |              |              |              |  |                               |                               |                               |                               |                               |                               |                               |        |
| 11       | Brésil         | 51       | 53       | 56       | 53       | 2        |  |  | 6                | Chine            | 55               | 56               | 56               |                  | 6                |  |   |              |              |              |              |              |              |              |  |                               |                               |                               |                               |                               |                               |                               |        |
| 6        | Chine          | 54       | 57       | 53       | 58       | 6        |  |  |                  |                  |                  |                  |                  |                  |                  |  | 6 | Chine        | 53           | 56           | 53           |              | 0            |              |  |                               |                               |                               |                               |                               |                               |                               |        |
| 7        | Taipei chinois | 51       | 56       | 56       | 51       | 2        |  |  |                  |                  |                  |                  |                  |                  |                  |  | 2 | États-Unis   | 57           | 58           | 55           |              | 6            |              |  |                               |                               |                               |                               |                               |                               |                               |        |
| 10       | Indonésie      | 55       | 56       | 56       | 53       | 6        |  |  | 10               | Indonésie        | 51               | 57               | 56               | 51               | 2                |  |   |              |              |              |              |              |              |              |  | Match pour la troisième place | Match pour la troisième place | Match pour la troisième place | Match pour la troisième place | Match pour la troisième place | Match pour la troisième place | Match pour la troisième place |        |
|          |                |          |          |          |          |          |  |  | 2                | États-Unis       | 57               | 54               | 57               | 56               | 6                |  |   |              |              |              |              |              |              |              |  |                               | 4                             | Australie                     | 56                            | 56                            | 54                            | 59                            | 6      |
|          |                |          |          |          |          |          |  |  |                  |                  |                  |                  |                  |                  |                  |  |   |              |              |              |              |              |              |              |  |                               | 6                             | Chine                         | 55                            | 53                            | 57                            | 54                            | 2      |

### Classement final
| Rang | Nation         | Archer                                                            | Score | 10s | Xs |
| ---- | -------------- | ----------------------------------------------------------------- | ----- | --- | -- |
| 1    | Corée du Sud   | Kim Woo-jin Ku Bon-chan Lee Seung-yun                             | 2057  | 73  | 50 |
| 2    | États-Unis     | Brady Ellison Zach Garrett Jake Kaminski                          |       |     |    |
| 3    | Australie      | Alec Potts Ryan Tyack Taylor Worth                                |       |     |    |
| 4    | Chine          | Gu Xuesong Wang Dapeng Xing Yu                                    |       |     |    |
| 5    | France         | Lucas Daniel Pierre Plihon Jean-Charles Valladont                 |       |     |    |
| 6    | Indonésie      | Riau Ega Agatha Hendra Purnama Muhammad Wijaya                    |       |     |    |
| 7    | Pays-Bas       | Sjef van den Berg Mitch Dielemans Rick van der Ven                |       |     |    |
| 8    | Italie         | Marco Galiazzo Mauro Nespoli David Pasqualucci                    |       |     |    |
| 9    | Brésil         | Marcus Vinicius D'Almeida Bernardo Oliveira Daniel Rezende Xavier |       |     |    |
| 10   | Espagne        | Miguel Alvariño Antonio Fernández Juan Ignacio Rodríguez          |       |     |    |
| 11   | Malaisie       | Haziq Kamaruddin Khairul Anuar Mohamad Muhammad Akmal Nor Hasrin  |       |     |    |
| 12   | Taipei chinois | Kao Hao-wen Wei Chun-heng Yu Guan-lin                             |       |     |    |